# Polopeustis
Polopeustis is een geslacht van vlinders van de familie snuitmotten (Pyralidae), uit de onderfamilie Phycitinae.

## Soorten
- P. altensis (Wocke, 1862)
- P. arctiella Gibson, 1920